# Služba
Služba je hospodářská činnost uspokojující určitou potřebu. Služby se obvykle rozlišují podle toho, zda uspokojují potřeby kolektivní nebo individuální. Služby uspokojující kolektivní potřeby jsou hrazeny z veřejných zdrojů (stát, obce), zatímco služby uspokojující individuální potřeby jsou hrazeny ze soukromých zdrojů. Dělí se na základní a doplňkové.

## Charakteristika
- neskladovatelnost – služby nelze vytvářet do zásoby
- nedělitelnost – poskytnuté služby nelze nijak dělit
- hmotnost – služby nemají hmotnou (fyzickou) podstatu
- proměnlivost – závisí na tom, kdo, kdy a kde je poskytuje
- nemožnost vlastnictví – zákazník vlastní pouze právo na poskytnutí služby

## Dělení
- kolektivní – obrana státu, justice, školství, osvětlení ulic apod.
- individuální – cestovní ruch, kadeřnictví, veřejné stravování, čistírny apod.

### Jiné dělení
- věcné – práce spojené s obnovením funkce výrobků (opravny, čistírny)
- osobní – obohacují duševní stránku člověka (knihovny, divadlo, zdravotní péče…)
- obchodní – maloobchody, velkoobchody, banky
- služby spojené s užíváním bytů  podle zákona č. 67/2013 Sb., které si poskytovatel služeb ujednal s příjemcem služeb (zejména služba dodávka tepla, služba vytápění, centralizované poskytování teplé vody, dodávka vody a odvádění odpadních vod, provoz výtahu, osvětlení společných prostor, úklid společných prostor, odvoz odpadních vod a čištění jímek, umožnění příjmu rozhlasového a televizního signálu, provoz a čištění komínů, a další).

### Podle dostupnosti
- placené – to jsou všechny dostupné
- neplacené – informace v infocentru, poradenství a konzultace

Logistika definuje logistické cíle, logistické výkony a logistické služby.